# Foho Tutonairana
Der Foho Tutonairana ist ein Berg im Süden der zu Osttimor gehörenden Insel Atauro im Suco Macadade. Er hat eine Höhe von 845 m.
Neben dem Foho Berau ist der Foho Tutonairana eines der eruptiven Zentren, aus dem die Insel entstand.